# آنرفینسه‌کانال
آنرفینسه‌کانال (به هلندی: Annerveenschekanaal) یک منطقهٔ مسکونی در هلند است که در آ ان هونزه واقع شده‌است. آنرفینسه‌کانال ۴۲۴ نفر جمعیت دارد.